# Внешняя политика Буркина-Фасо
Внешняя политика Буркина-Фасо — общий курс Буркина-Фасо в международных делах. Внешняя политика регулирует отношения Буркина-Фасо с другими государствами. Реализацией этой политики занимается Министерство иностранных дел Буркина-Фасо.
Девятнадцать провинций Буркина-Фасо вместе с некоторыми территориями Мали и Нигера входят в Липтако-Гурмийское Объединение, региональную экономическую организацию.
Буркина-Фасо является членом Международного уголовного суда с двусторонним соглашением об иммунитете и защите вооружённых сил Соединённых Штатов (согласно статье 98).
Буркина-Фасо поддерживает хорошие отношения со странами Евросоюза, Азии и Африки. 
В частности, Франция, как бывшая метрополия, продолжает оказывать значительную помощь и поддерживает Блеза Компаоре, имеющего предпосылки стать влиятельной фигурой на местной политической арене. В январе 2023 г. власти Буркина-Фасо денонсировали соглашение с Францией в области обороны, потребовав вывода в течение 30 дней французских военных; однако речи о прекращении дипломатических отношений с Парижем нет.
Согласно данным Государственного департамента США: «отношения Буркина-Фасо и США в целом хорошие, однако в прошлом имели место осложнения из-за участия правительства Компаоре в торговле оружием и прочей деятельности, влекущей за собой применение санкций».
У Буркина-Фасо налажены дипломатические отношения с Китайской Республикой (как правило, используется название «Тайвань», в противоположность Китайской Народной Республике).
Со времен Гражданской войны 2002 года в Кот Д’Ивуаре отношения между Буркина-Фасо и этим государством осложняются взаимными обвинениями. Кот Д’Ивуар винит Буркина-Фасо в поддержке повстанцев, но та, в свою очередь, предъявляет претензии по поводу ненадлежащего обращениями с буркинийцами, работающими на территории соседнего государства. Как бы то ни было, Кот Д’Ивуар был и остаётся главнейшим торговым партнёром Буркина-Фасо, и десятки тысяч буркинийских граждан продолжают там работать. Взаимоотношения между Буркина-Фасо и её западноафриканскими соседями улучшились за последние несколько лет. В частности, в отношениях с Ганой наметилось потепление после смены правительства в этой стране. Президент Блез Компаоре участвовал в урегулировании политического кризиса в Того и конфликта с туарегами в Нигере. Буркина-Фасо поддерживает тёплые отношение с Ливией. Территориальный спор с Мали удалось уладить при вмешательстве Ганы и Нигерии, что привело к уменьшению напряжения между двумя сторонами.

## Двусторонние отношения
| Государство                 | Установление отношений | Примечания |
| --------------------------- | ---------------------- | --- |
| Армения                     | 25 ноября 1992         | |
| Австрия                     |                        | - Интересы Австрии в Буркина-Фасо представлены через посольство в Дакаре (Сенегал); - В 1960 году были установлены дипломатические отношения. |
| Азербайджан                 | 31 мая 2004 года       | 28 мая 2004 года был подписан протокол об установлении дипломатических отношений между странами. |
| Бенин                       |                        | См. также Бенино-буркинийские отношения В сентябре 2007 года Экономическое сообщество стран Западной Африки (ЭКОВАС) вмешалось, чтобы попытаться разрешить спор о принадлежности двух деревень вдоль границы между странами, оставшийся после решения Международного суда 2005 года. |
| Китай                       | 26 мая 2018 года       | См. также Буркинийско-китайские отношения 26 мая 2018 года КНР и Буркина-Фасо установили дипломатические отношения. |
| Кипр                        |                        | |
| Дания                       |                        | См. также Буркинийско-датские отношения |
| Франция                     | 1960 год               | - Буркина-Фасо имеет посольство в Париже; - Франция содержит посольство в Уагадугу. |
| Грузия                      | 10 октября 2012 год    | Государства установили дипломатические отношения 10 октября 2012 года. |
| Гана                        |                        | См. также Буркинийско-ганские отношения С приходом к власти Томаса Санкары в Буркина-Фасо в 1983 году отношения между странами стали хорошие. Роулингс и Томас Санкара начали обсуждение об объединении Ганы и Буркина-Фасо на манер Союза Африканских Государств, который Кваме Нкрума безуспешно пытался продвигать в качестве основы для своей мечты о едином континентальном правительстве. Политические и экономические связи между Ганой и Буркина-Фасо, более бедной страной, были укреплены с помощью совместных комиссий по сотрудничеству и заседаний комитета по демаркации границы. Частые консультации на высоком уровне и совместные военные учения, призванные отпугнуть потенциальных инакомыслящих и защитить молодые «революции» в каждой стране, были довольно регулярными чертами буркинийско-ганский отношений. |
| Греция                      |                        | |
| Гайана                      | 23 сентября 1987 года  | Государства установили дипломатические отношения 23 сентября 1987 года. |
| Исландия                    |                        | Интересы Буркина-Фасо в Исландии представлены через посольство в Копенгагене (Дания). |
| Индия                       |                        | См. также Буркинийско-индийские отношения Между странами установились хорошие отношения. |
| Израиль                     |                        | См. также Буркинийско-израильские отношения У Буркина-Фасо имеется консульство в Тель-Авиве, у Израиля нет ни дипломатического, ни консульского присутствия в этой стране. Посол Израиля в Кот-д’Ивуаре Элияху Бен-Тура аккредитован для работы в качестве посла-нерезидента в Буркина-Фасо (а также в Бенине и Того). |
| Италия                      |                        | - Буркина-Фасо имеет посольство в Риме и почетные консульства во Флоренции, Милане, Неаполе и Палермо - Италия имеет почётное консульство в Уагадугу. |
| Кот-д’Ивуар                 |                        | Когда Томас Санкара пришел к власти в 1983 году, отношения между странами стали враждебными, поскольку Феликсу Уфуэ-Буаньи угрожал этот революционный режим. Это стало одной из главных причин, почему Блез Компаоре начал переворот в 1987 году, убив Томаса Санкару и провозгласив себя президентом. При Блезе Компаоре Кот-д’Ивуар и Буркина-Фасо восстановили хорошие отношения, и обе страны поддержали президента Либерии Чарльза Тейлора НПФЛ в их свержении Сэмюэла Доу. Страны остаются союзниками и активными торговыми партнерами. |
| Япония                      | 1960 год               | Государства установили дипломатические отношения в 1960 году. |
| Республика Косово           | 24 апреля 2008 года    | Буркина-Фасо признала независимость Республики Косово 24 апреля 2008 года. Буркина-Фасо и Республика Косово установили дипломатические отношения 6 декабря 2012 года. Между странами сложились хорошие отношения. |
| Ливия                       |                        | См. также Буркинийско-ливийские отношения |
| Мальта                      | 8 февраля 2008 года    | Государства установили официальные дипломатические отношения 8 февраля 2008 года. |
| Мексика                     | 1976 год               | См. также Буркинийско-мексиканские отношения - Интересы Буркина-Фасо в Мексике представлены через посольство в Вашингтоне (США), а также имеется почётное консульство в Мехико; - Мексика представляет интересы в Буркина-Фасо через посольство в Абудже (Нигерия). |
| Непал                       | 29 декабря 2017 года   | - Государства установили официальные дипломатические отношения 29 декабря 2017 года. - Государства без выхода к морю. |
| Нидерланды                  |                        | - Интересы Буркина-Фасо в Нидерландах представлены через посольство в Брюсселе (Бельгия) и почётное консульство в Роттердаме; - Интересы Нидерландов в Буркина-Фасо представлены через посольство в Бамако (Мали). |
| КНДР                        | 11 октября 1972 года   | См. также Буркинийско-северокорейские отношения |
| Россия                      |                        | См. также Буркинийско-российские отношения Дипломатические отношения между Буркина-Фасо и Советским Союзом впервые были установлены 18 февраля 1967 года. После распада Советского Союза Буркина-Фасо признала Россию правопреемницей СССР. Однако по финансовым причинам были закрыли посольства между двумя странами. В 1992 году было закрыто посольство Российской Федерации в Уагадугу, а в 1996 году — посольство Буркина-Фасо в Москве. Затем Буркина-Фасо вновь открыла свое посольство в Москве. |
| Сент-Китс и Невис           | 11 октября 2021 года   | - Страны установили дипломатические отношения и подписали визовое соглашение на встрече Движения неприсоединения. |
| Южно-Африканская Республика | май 1995 года          | - Государства установили дипломатические отношения в мае 1995 года. - Государства являются полноправными членами Афркианского союза. |
| Республика Корея            | 20 апреля 1962 года    | Установление дипломатических отношений состоялось 20 апреля 1962 года, а в 1981 году Буркина-Фасо посетил специальный посланник президента Ро Дэ У. |
| СССР                        |                        | См. также Буркинийско-советские отношения |
| Испания                     |                        | См. также Буркинийско-испанские отношения |
| Швеция                      |                        | См. также Буркинийско-шведские отношения Швеция оказывает существенную помощь для Буркина-Фасо. Буркинийско-шведская ассоциация дружбы была создана в 1986 году для развития отношений между странами. |
| Турция                      | 1960 год               | См. также Буркинийско-турецкие отношения - Буркина-Фасо имеет посольство в Анкаре; - Турция имеет посольство в Уагадугу. - Объём товарооборота между странами составил сумму 52,2 млн долларов США в 2019 году (Буркина-Фасо экспорт/импорт: 20,8/31,4 миллионов долларов США). |
| США                         |                        | См. также Американо-буркинийские отношения Помимо обеспечения регионального мира и стабильности, интересы США в Буркина-Фасо заключаются в содействии дальнейшей демократизации и обеспечении защиты прав человека, а также в поощрении устойчивого экономического развития. В 1995 году Агентство США по международному развитию (USAID) закрыло офис в Уагадугу, а в конце мая 2013 года был направлен представитель для повторного открытия офиса в составе миссии в Сенегале. В рамках сочетания региональных и двусторонних программ помощи USAID ежегодно предоставляет около 50 миллионов долларов США на развитие Буркина-Фасо через неправительственные и региональные организации. Самой крупной из них является программа школьных обедов Food for Peace, проводимая Католической службой помощи. США участвовали в обеспечении продовольственной безопасности в Сахеле после засухи 1968—1974 годов, что позволило практически ликвидировать массовый голод, несмотря на повторяющиеся засушливые годы. При участии США в регионе ликвидирован онхоцеркоз. |
| Узбекистан                  |                        | Буркина-Фасо признала независимость Узбекистана 25 января 1992 года. |
| Вьетнам                     |                        | - Государства установили дипломатические отношения 16 ноября 1973 года. - Государства являются полноправными членами Франкофонии. |